# Tjejernas mellanstadieturnering
Tjejernas mellanstadieturnering är en skolturnering i bandy i Sverige. Den spelas antingen på rink, eller med sju spelare i varje lag.
Turneringens namn kommer dels av att den bara är för flickor, men också av att den är för elever i den svenska grundskolans årskurser 4-6, vilka fram till 1994 officiellt benämndes mellanstadium.
Turneringen anordnas av Svenska Bandyförbundet, och hade premiär på landsomfattande nivå säsongen 2007/2008, efter att ha spelats i Katrineholm i sex år, då med cirka 100 flickor i 9-12 lag per säsong.
Premiärsäsongen 2007/2008 spelas finalen den 16 februari 2008 i Borlänge, i samband med VM-finalen för damer.

## Slutsegrare
- 2007/2008 - Landsbro skola, Vetlanda kommun